# Varaignes
Varaignes település Franciaországban, Dordogne megyében. Lakosainak száma 357 fő (2022. január 1.). Varaignes Eymouthiers, Feuillade, Montbron, Souffrignac, Javerlhac-et-la-Chapelle-Saint-Robert, Teyjat és Soudat községekkel határos.

## Népesség
A település népessége az elmúlt években az alábbi módon változott:
| Lakosok száma | 457  | 436  | 432  | 408  | 418  | 418  | 403  | 372  | 368  | 357  |
|               | 1968 | 1982 | 1990 | 2006 | 2013 | 2015 | 2017 | 2019 | 2020 | 2022 |